# 無相流新柔術
無相流新柔術（むそうりゅうしんじゅうじゅつ）とは、讃岐国（現在の香川県）で伝承されていた柔術の流派の一つ。

## 歴史
無相流新柔術は、中條勝次郎澄友（1799-1846）が開いた流派である。
中條勝次郎澄友は14歳の時に丸亀雑賀の嶌友三（嶌左之右衛門家貞）の門人となり無相流逆捕、天下無双流捕縄術、関口流居合を学び17歳の春に全ての免許を受けた。また、嶋友三門下の圖子與之助村章に師事し岸柳柔術（関口眼流柔術）、麻山一傳流、萩野流火術、静流長刀を学び目録を受けた。他に赤羽流所秘大国火及び鉄砲の秘伝、喜多武平から村上流鉄鎖、守屋氏右衛門から無天流剣術なども学んだ。また中條勝次郎は直心影流剣術の免許皆伝でもあった。
文政七年頃（1824年）に自宅に中條塾を新設し、昼間は武士に夜間は一日おきに百姓町人に文武を教えた。その後、嶌友三から学んだ無相流逆捕に工夫を加え新たに無相全流を創始し、天保三年（1832年）に流派名を無相流新柔術に改めた。
1840年（天保11年）中條勝次郎が41歳の頃に文武の門人が増加して210余名を数え道場は全盛をきわめた。県内や他国からの武者修行者が相次いだとされる。1846年（弘化3年）中條勝次郎は47歳で病死し、次男の中條秀次郎が後を継いで第二代塾頭となった。
中条塾の名が広まったのは二代目の中條秀次郎の時代である。中條秀次郎は兄の繁太郎に劣らず武勇に優れ、高松藩の留守居寄合となり藩主から目を掛けられていた。明治24年に西庄村（坂出市西庄町）の白峰宮の神職となった。中條秀次郎の門下には千田伝四郎、綾野孫七、福井利吉、宮武浪次郎の「中條四天王」と呼ばれる免許皆伝の高弟や「中条塾十傑」などがおり、自宅に道場を設けて多くの師弟を育成していた。中條塾の名は四国中国九州と広く響いていたとされる。
空手家の小西康裕も松井三蔵から無相流新柔術を学んでいる。
無双流と書かれることもある。
四天王の綾野孫七はカタゼリ（柔術と相撲の試合）が得意で加賀菊次、綾井八郎、三野小助などの弟子を引き連れ京阪神方面まで興行に出かけていた。

## 乱捕
無相流の乱捕における寝技は有名であり、これらの技術は松井三蔵、宮武浪次郎、宮武京一らによって県下に普及し当時の讃岐は寝技王国讃岐と言われていた。また、講道館の嘉納治五郎は松井三蔵と山下義韶の乱捕を見て、寝技の重要性に気付き松井に講道館に入門して寝技を指導してほしいと懇願したという。しかし、松井は投技主体の講道館の乱捕が無相流の逆 絞 主体の乱捕に比べ甘く感じ入門しなかったとされる。松井三蔵の門下からは講道館柔道10段の岡野好太郎が出ている。
後に講道館柔道が全国に広り講道館に迎合する形で吸収されたので、当時の香川県の柔道家は無相流出身者が多かった。
讃岐柔道史によると明治38年に大日本武徳会で乱捕の形が制定された際、松井三蔵の並々ならぬ努力によって無相流新柔術から片羽絞が採用されたとしている。

## 中條塾
中條塾は坂出地方に於ける最も異彩ある文武の道場であった。塾生は讃岐全土に及び、武術修行者は全国各地から漫遊して来て奥伝を受けて帰国したので盛名は天下に周知されていた。遠隔の地から来て学ぶ者は内弟子として寄宿させていた。
中條勝次郎は1824年頃（文政7年）に自宅に中条塾を新設し、昼間は武士に夜間は一日おきに百姓や町人に文武の道を教えた。
中條塾では武術は無相流新柔術、直心影流剣術、村上流鉄鎖、学問では天文、易学、暦学、測量などを教えていた。二代目塾頭の中條秀次郎の代では漢学も教授していた。
1846年（弘化3年）病気により47歳で中條勝次郎が亡くなったため、次男の中條秀次郎が後を継いで第二代塾頭となった。中條勝次郎長男の中條繁太郎は少年時代から文武両道に秀で、特に柔術では天才的達人であったが19歳で病死した。次男の中條秀次郎も父兄に劣らない名人であり、特に人材育成と社会公共に従事したため厚く郷党に信頼されていた。

### 塾長
中條勝次郎澄友（1799-1846）
無相流逆捕、天下無双流捕縄術、関口流居合、岸柳柔術、麻山一傳流、萩野流火術、静流長刀、赤羽流所秘大国火及び鉄砲の秘伝、村上流鉄鎖、無天流剣術、直心影流剣術などの様々な武術を修めた。また学問では、天文、易学、暦学、測量、漢学を修めた。文武の道を教える私塾「中條塾」を創設し多くの門人を育てた。
丸亀藩士の嶌友三から学んだ無相流逆捕を基礎に甲冑を着た敵にも施せるように工夫して無相流新柔術を創始した。
中條秀次郎澄靖（1812-1891）
中條塾第二代塾頭。父兄に劣らない名人であった。
試合中に消える術を用いた。これは、サッと天井に飛びついてピタリとコウモリみたいに天井に引っ付くため「こうもり術」と呼んでいた。
中條塾の名は四国中国九州と広く響いており、明治維新の時に長州藩の志士が朝敵となって讃岐に逃げ込んだ。これを県庁から中條塾に取り押さえるように依頼があり、中條秀次郎は綾野孫七と他二三人を連れて取り押さえに向かった。県庁からの通知では坂出辺りに着く頃というので、長野堤（坂出の横津辺り）へ来ると西へ向かって歩いてくる男がいた。相手は武士であり、後ろから行ったのでは分が悪いため追い抜いて通り越してから中條一行は引き返した。そして、すれ違いざまに取り押さえた。その時、武士は「田舎のこんな奴に取り押さえられるとは情けない。」とボロボロ涙を落としたという。
1870年（明治3年）に林田地方に山林伐採に端を発した大きな騒動が持ち上がった。伯楽の浜崎周吉が主唱者となり前後50日に及ぶ山騒動となった。中條秀次郎は官命を受けて鎮圧に乗り出したが衆徒が結集し説諭を聞こうとしなかった。中條秀次郎は最後の手段として数名の門弟を引き連れ暴徒の中に打って入り首謀者数名を捕えて高松藩庁に送った。これにより山騒動が収まり、中條秀次郎の知謀、胆力、武勇は厚く藩庁から賞され袴と金を賜った。
1871年（明治4年）に盗賊の野村昭三郎を捕えた功で名刀と金三千疋を賜った。これらの事件により中條塾の名は全国に知られるようになったとされる。
西南戦争の際には西郷隆盛から誘いがあったといわれている。

### 四天王
千田伝四郎
綾野孫七（1848-1925）
若い頃から中條塾の内弟子として住み込みで修行し免許皆伝を受け部屋頭となった。中條秀次郎が亡くなった後、青海に帰って道場を開いた。
カタゼリ（柔術と相撲の試合）が得意であり弟子を引き連れ京阪神方面まで興行に行っていた。甥は大阪相撲関取の綾野岩八（四股名は有知潟）である。『讃岐柔道史』に綾野岩八が聞いた綾野孫七の逸話が記されている。
中條秀次郎が年を取って耳が遠くなってからのこと、ある日中條秀次郎が裏の畑に出てネギの赤葉を摘んでいた。綾野孫七はこの時だと思って足音を忍ばせ中條秀次郎に近付き後ろからヤッと気合を掛けるが早いか羽交い絞めにしようとした。手が掛かるか掛からないかのうちに四間先（約7.2m）へ投げ飛ばされた。そして中條秀次郎が「おどれかっ」と言って、その日に綾野孫七は免許皆伝を授かった。四間投げたというが、実際の投げた距離は二間半か三間であり投げた中條秀次郎はパッと後ろに下がり退いてから構える。投げた中條と投げられた綾野の間隔は四間ということになるという。
井宮熊太郎（中條塾十傑の一人）と柔道のことで議論となった。綾野孫七は70代で井宮熊太郎は40代の血気盛りであった。年は親子ほど違っていた。綾野孫七は無相流を褒め、井宮は「これからは、講道館柔道でなければ。」と互いに一歩も譲らなかった。そして70代の綾野孫七は当時飛ぶ鳥を落とす勢いの強い井宮熊太郎と野試合をやることとなった。40分間組み合って勝負がつかず二人とも疲れ果てて座り込んでしまった。その時の二人の技と力は互角であった。綾野孫七は年を取っても五尺五寸（約166cm）、二十貫（約70kg）近くあった。

福井利吉
宮武浪次郎
宮武京一（講道館九段）の父

### 十傑
- 松井三蔵（1861-1932）
- 藤井友太郎
- 井宮熊太郎
- 宮武仁八（四天王の宮武浪次郎の弟）
- 加賀菊次
- 川田政吉
- 他

## 系譜
- 初代塾頭:中條勝次郎澄友
  - 中條繁太郎（中條勝次郎の長男）
  - 中條秀次郎藤原澄靖
  - 泉川喜代八
- 二代塾頭:中條秀次郎藤原澄靖
  - 千田伝四郎（千田源次郎とも。中條塾四天王）
    - 北村喜三次
    - 福家国八
    - 土居米吉
    - 谷二一
    - 田中林太郎

  - 綾野孫七（綾野喜一とも。中條塾四天王）
    - 加賀菊次
    - 三野小助
    - 綾井八郎
    - 石井菊市
    - 向畑平吉

  - 宮武浪次（中條塾四天王）
    - 宮武京一（錬武館、高松講道館長）
      - 藤川三郎（明道館）
      - 岩崎正義
      - 妹尾幸太郎

    - 宮武卯一（修武館）

  - 福井利吉（中條塾四天王）
  - 松井三蔵[4]
    - 河田政吉
      - 三野剛嗣

    - 前川宗一
    - 岡野好太郎
    - 宮武京一
    - 秋山忠雄
    - 香川節次
    - 大野慶三郎
    - 村井真一
    - 植松秀太郎
    - 島利吉
    - 吉本官次
    - 吉田新助
    - 雨宮正男
    - 小西康裕
    - 小西財三郎

  - 大捕雪次靖親
    - 宮下七五郎靖隆
      - 菅原謙蔵靖光
      - 村岡悦男
        - 國分清貢

  - 大捕梅治源正明
    - 中村秀治

  - 中村周吉
    - 塩田好太郎
    - 井宮熊太郎
    - 片岡市太郎
    - 大島庄太郎
    - 深井好太郎
      - 岡太次郎

    - 三木弥八
    - 増田
    - 玉井太吉
    - 磯崎直太郎
    - 菊池喜次郎
    - 三好好太郎
    - 岡太次郎

  - 加賀菊次
  - 宮武仁八
  - 大林春次
    - 谷川松太郎（修猷館）
      - 谷川猛美
      - 川辺道雄
      - 坂本義一

    - 大林七五郎

  - 永田為一
    - 田中又五郎

  - 千田栄三郎
    - 小笠原体助

  - 藤井友太郎
    - 角谷七五郎
      - 井上淸三郎（演武館）

  - 尾崎嘉作
  - 北山伊作
  - 福家資安
  - 池内源次
  - 川田政吉
  - 津島金吾
  - 須崎国蔵
  - 大熊才八
  - 樋口政次郎正義
    - 真川八百八

  - 高木岩三郎
  - 三好坂蔵
  - 高畑政次郎
  - 横田良八
  - 山本嘉長
    - 堀家銀蔵（夢想新流）
      - 堀家彌平
      - 堀家浪次

  - 吉岡角太郎
- 三代目:塾頭中條澄朗
  - 香川富次

流祖からの伝系が不明の人物
- 松永秀次（無相流免許皆伝、講道館四段）[5]
- 川田正良
  - 福井久旺藤原澄久（無相流新柔術免許皆伝、天神真楊流免許皆伝、講道館柔道四段）

## 無相流新柔術の内容
捕手や組討、縄などからなる。また、奥伝に殺活法（当身、急所、活法）、整骨、口伝や心得などを伝えていた。
当身を重視しており、海亀の甲羅に当身を入れる稽古法があった。乱捕は寝技を主としていた。
捕縛法
腰固、無相緘、鸚鵡返、手車、浮木、兒手車、右迫、左迫、違引
腰固、旋風、襟縛、巴、面潰、面潰 變化、車返、蹴込、𩋙返
小太刀合
朽折、稲妻、無刀捕、小手留、奏者、射向之勝、押付之勝
大小捌
前柄碎、左右柄碎、後鐺返、右行左行、切身
捕縛法
冠投、貫投、磯嵐、雉子股、拳當、肩羽セメ、一足不去、
二度ノ勝、乱獅子、乱獅子 変化、片輪車、嵐、蜘之糸、鷹之羽返
組討刺撃法
指物飜、真向斬、鐔止、後捆、眉廂覆、相搦、俘付縄、相引、精眼、陰陽、両刀剥
仕合三體
腰固、組落、組討
拳踵術
胴碎、襟取殺、助碎、陰碎、竒正拳
固
腕固、逆固、守固、海老固、足當、中殺
中極意
鷙鳥、鷲ノ逆落、廻詰、誘捕、返捕、必死、兩拳、鷲之一足、萬死ノ秘術
要法
三ノ先、衣塵始末之傳、間合足蹈之傳、野中ノ幕、投幕、飛剱、礫捕、砂捕、水捕、火捕、煙殺、早着込ノ傳、戸入戸脇ノ傳、敵ノ居所知事、槍合勝負心得、宰人心得、介錯三段ノ曲尺、甲冑着用、馬上槍持様、馬上弓鉄砲持様、馬上組討ノ事、馬上太刀討ノ事、鎧武者首討様ノ事、忍文ノ事、留ノ事、柴繋之事、十間殺之事、天理之勝、察危急、目付ノ事
縄
早縄、下廻、鶴、手取縄
極意
早縄納所ノ事、泊縄ノ大事、三寸縄四寸縄、棒縛、大将免縄、極意髙上ノ口訣
奥秘
膽落、稲妻帯剱捕、微塵、陰陽ノ活、一針殺、必勝心法、必負心法、捨身金剛、陰陽和合、先機、心明、無怪
殺活法（急所、当身、活法など）
整骨